# Stephan Cegielski
Stephan Cäsar Zephirin Cegielski (* 26. August 1852 in Posen; † 29. Januar 1921 ebenda) war Unternehmer und Mitglied des Deutschen Reichstags.

## Leben
Cegielski war der Sohn des Maschinenfabrikanten Hipolit Cegielski, besuchte die Realschule in Posen und machte 1870 das Abitur. Bis 1873 besuchte er die Gewerbe-Akademie in Berlin. Er unternahm umfangreiche Reisen und wurde 1879 Sekonde-Lieutenant in der Reserve des Posenschen Ulanenregiments Nr. 10, 1897 nahm er seinen Abschied.
Seit 1876 war er Direktor der väterlichen Fabrik H. Cegielski – Poznań zur Produktion landwirtschaftlicher Maschinen und Geräte, Dampfmaschinen, Brennereien und Kesselanlagen, die 1846 gegründet wurde. 1899 wandelte er diese in eine Aktiengesellschaft um. Weiter war er Mitglied der Handelskammer in Posen seit vielen Jahren.
Von 1884 bis 1893 war er Mitglied des Deutschen Reichstags für den Wahlkreis Regierungsbezirk Posen 1 (Stadt Posen) und die Polnische Fraktion, von 1898 bis 1903 vertrat er als Abgeordneter den Wahlkreis Posen 4 (Kosten – Schmiegel – Grätz), außerdem war er von 1890 bis 1904 Mitglied des Preußischen Abgeordnetenhauses.